# Joëlle Ursull
Joëlle Ursull (* 9. November 1960 in Pointe-à-Pitre) ist eine französische Sängerin.

## Leben und Wirken
Geboren im französischen Übersee-Département Guadeloupe war sie Sängerin und Gründungsmitglied der Band Zouk Machine. Sie verließ aber 1988 die Gruppe, um eine Solokarriere zu starten. Sie veröffentlichte in jenem Jahr ihr erstes Album Miyel. 1990 wurde sie ausgewählt, Frankreich beim Eurovision Song Contest 1990 in Zagreb zu repräsentieren. Ihr mit afrikanischen Rhythmen angehauchter Ethno-Popsong White and Black Blues erreichte den zweiten Platz, und zwar punktgleich mit dem 2021 verstorbenen Liam Reilly mit Somewhere in Europe für Irland. Die Single selbst wurde ihr größter Hit, es folgte noch ein Album und ein weiteres im Jahre 1993.
Mitte der 1990er Jahre brachte sie zwei Mädchen zur Welt.

## Diskografie

### Alben
1. Zouk Machine (1986, mit Zouk Machine)
2. Miyel (1988)
3. Black French (1990, FR: Gold)
4. As in a Film (1993)
5. White & Black Blues (2000, Kompilation)

### Singles
1. Sové Lanmou (1986)
2. Zouk Machine (1987)
3. Miyel (1989)
4. White and Black Blues (1990)
5. Amazone (1990)
6. Position Feeling (1991)
7. Syiel Tambou (1993)
8. Babydoo (2003)